# Baigts
Baigts település Franciaországban, Landes megyében. Lakosainak száma 333 fő (2022. január 1.). Baigts Caupenne, Donzacq, Gibret, Lahosse, Montfort-en-Chalosse és Nousse községekkel határos.

## Népesség
A település népességének változása:
| Lakosok száma | 407  | 354  | 350  | 345  | 351  | 361  | 364  | 350  | 345  | 333  |
|               | 1968 | 1982 | 1990 | 2006 | 2013 | 2015 | 2017 | 2019 | 2020 | 2022 |